# Чернила осьминога
«Чернила осьминога» — пятый альбом российской рэп-группы «Каста», вышедший 11 декабря 2020 года на лейбле Respect Production. В альбом вошло 16 треков, в том числе дуэт с Рем Дигга.

## Об альбоме
Альбом был записан в период пандемии COVID-19.
8 декабря 2020 года группа «Каста» в социальных сетях объявила о выходе нового альбома 11 декабря 2020 года под названием «Чернила осьминога». 9 декабря на YouTube вышел сэмпл альбома со списком треков и обложкой альбома.
Трек «Под солнцем затусим» является ремейком шлягера Раймонда Паулса «Tavs sauciens» с замиксованным голосом Mirdza Zivere.
Презентации альбома состоялись 17 апреля 2021 года в Санкт-Петербурге на «Сибур Арена» и 23 апреля — в Москве («ВТБ Арена»), 25 апреля — Adrenaline Stadium.
Альбом занял 8 место в топе «20 лучших альбомов в русском рэпе», по версии Rap.ru.

## Список композиций
| №   | Название                          | Длительность |
| --- | --------------------------------- | ------------ |
| 1.  | «Пароль от почты»                 | 4:32         |
| 2.  | «Не то»                           | 4:27         |
| 3.  | «Годы неправды (feat. Рем Дигга)» | 4:41         |
| 4.  | «Нипонимони»                      | 3:34         |
| 5.  | «Хлоп!»                           | 3:49         |
| 6.  | «Не прощёлкай»                    | 3:12         |
| 7.  | «Кратчайшая история мысли»        | 2:20         |
| 8.  | «Закипает чайник»                 | 2:40         |
| 9.  | «Поорём»                          | 3:39         |
| 10. | «Под солнцем затусим»             | 4:11         |
| 11. | «Врун-врун»                       | 3:19         |
| 12. | «Частный сектор»                  | 3:29         |
| 13. | «Обоюдного счастья»               | 4:30         |
| 14. | «Всё в розовом»                   | 1:14         |
| 15. | «Орган опеки»                     | 3:26         |
| 16. | «Любой дурак»                     | 3:49         |

## Критика
Алексей Мажаев, музыкальный критик портала InterMedia, оценил пластинку на 8 из 10 баллов.
Борис Барабанов, музыкальный обозреватель «Корреспондента», отмечает, что «прелесть и мудрость этого коллектива, что под обложкой одного альбома, в сценарии одного концерта у них мирно сосуществуют острые социальные тексты и бытовой юмор, сложные философские концепции и рвущие душу тексты о любви».

## Deluxe-версия
Чернила осьминога — deluxe-версия альбома российской рэп-группы «Каста», вышедшая 1 апреля 2021 года на лейбле Respect Production.

### Об альбоме
1 апреля 2021 года состоялась премьера расширенной версии альбома «Чернила осьминога». К основному альбому добавилось 7 треков, исполненные совместно с Монеточкой, Вадяра Блюз, Бастой, Noize MC, Иваном Дорном, Alyona Alyona, Брутто и Anacondaz.

### Список композиций
| №   | Название                                              | Длительность |
| --- | ----------------------------------------------------- | ------------ |
| 1.  | «Пароль от почты»                                     | 4:32         |
| 2.  | «Не то»                                               | 4:27         |
| 3.  | «Годы неправды (feat. Рем Дигга)»                     | 4:41         |
| 4.  | «Нипонимони»                                          | 3:34         |
| 5.  | «Хлоп!»                                               | 3:49         |
| 6.  | «Не прощёлкай»                                        | 3:12         |
| 7.  | «Кратчайшая история мысли»                            | 2:20         |
| 8.  | «Закипает чайник»                                     | 2:40         |
| 9.  | «Поорём»                                              | 3:39         |
| 10. | «Под солнцем затусим»                                 | 4:11         |
| 11. | «Врун-врун»                                           | 3:19         |
| 12. | «Частный сектор»                                      | 3:29         |
| 13. | «Обоюдного счастья»                                   | 4:30         |
| 14. | «Всё в розовом»                                       | 1:14         |
| 15. | «Орган опеки»                                         | 3:26         |
| 16. | «Любой дурак»                                         | 3:49         |
| 17. | «Пароль от почты (feat. Монеточка, Вадяра Блюз)»      | 4:45         |
| 18. | «Годы неправды (feat. Рем Дигга, Баста, Белый Будда)» | 4:23         |
| 19. | «Закипает чайник (feat. Noize MC)»                    | 3:51         |
| 20. | «Врун-врун (feat. Иван Дорн, Alyona Alyona)»          | 4:12         |
| 21. | «Обоюдного счастья (feat. Иван Дорн, Брутто)»         | 3:56         |
| 22. | «Любой дурак (feat. Монеточка)»                       | 3:49         |
| 23. | «Орган опеки (feat. Anacondaz)»                       | 4:13         |